# Elixir (banda)
Elixir foi uma banda da NWOBHM que se formou em 1983 em Londres na Inglaterra. Com destaque para o baterista Clive Burr que se destacou na banda Iron Maiden.
Anos depois em 2001 a formação do primeiro álbum se reuniu para gravar um novo álbum The Idol. Em 2019, a Metal Hammer elegeu seu disco The Son of Odin como o 21º melhor álbum de power metal de todos os tempos.

## Integrantes
- Paul Taylor - Vocal
- Phil Denton - Guitarra
- Norman Gordon - Guitarra
- Kevin Dobbs - Baixo
- Nigel Dobbs - Bateria
- Mark White - Baixo
- Stevie Hughes - Bateria
- Clive Burr - Bateria
- Stevie Blentley - Guitarra
- Sally Pike - Vocal

## Discografia

### Demo
- Demo - 1984
- Demo - 1985
- Demo - 1989

### Álbuns de estúdio
- The Son of Odin - 1986
- Lethal Potion - 1990
- The Idol - 2003
- Mindcreeper - 2006
- All Hallows Eve - 2010

### Ao vivo
- Elixir Live - 2005

### Singles
- "Knocking at the Gates of Hell" - 2005
- "Treachery" - 1985